# LEGO (empresa)
Lego System A/S, más conocida como LEGO, es una empresa danesa de juguetes. Su producto más conocido son los bloques de construcción pero también cuenta con series propias (Bionicle, Ninjago); una línea de productos preescolares (Lego Duplo) y una línea de juguetes de robótica (Lego Mindstorms) entre otros activos. Además presta su marca a la cadena de parques temáticos, Legoland.
Fue fundada el 10 de agosto de 1932 por Ole Kirk Christiansen, un carpintero natural de Billund, y desde entonces ha estado controlada por su familia. Si bien se dedicó al principio a fabricar artículos de madera, desde 1949 está especializada en los juguetes de construcción fabricados con plástico. Se dice que el nombre Lego deriva de las palabras danesas «leg godt», que significan «jugar bien». En 2015, la empresa, que mantiene su sede social en Billund, se convirtió en la compañía juguetera con mayor volumen de negocio en el mundo gracias a ventas de 2100 millones de dólares estadounidenses.

## Historia

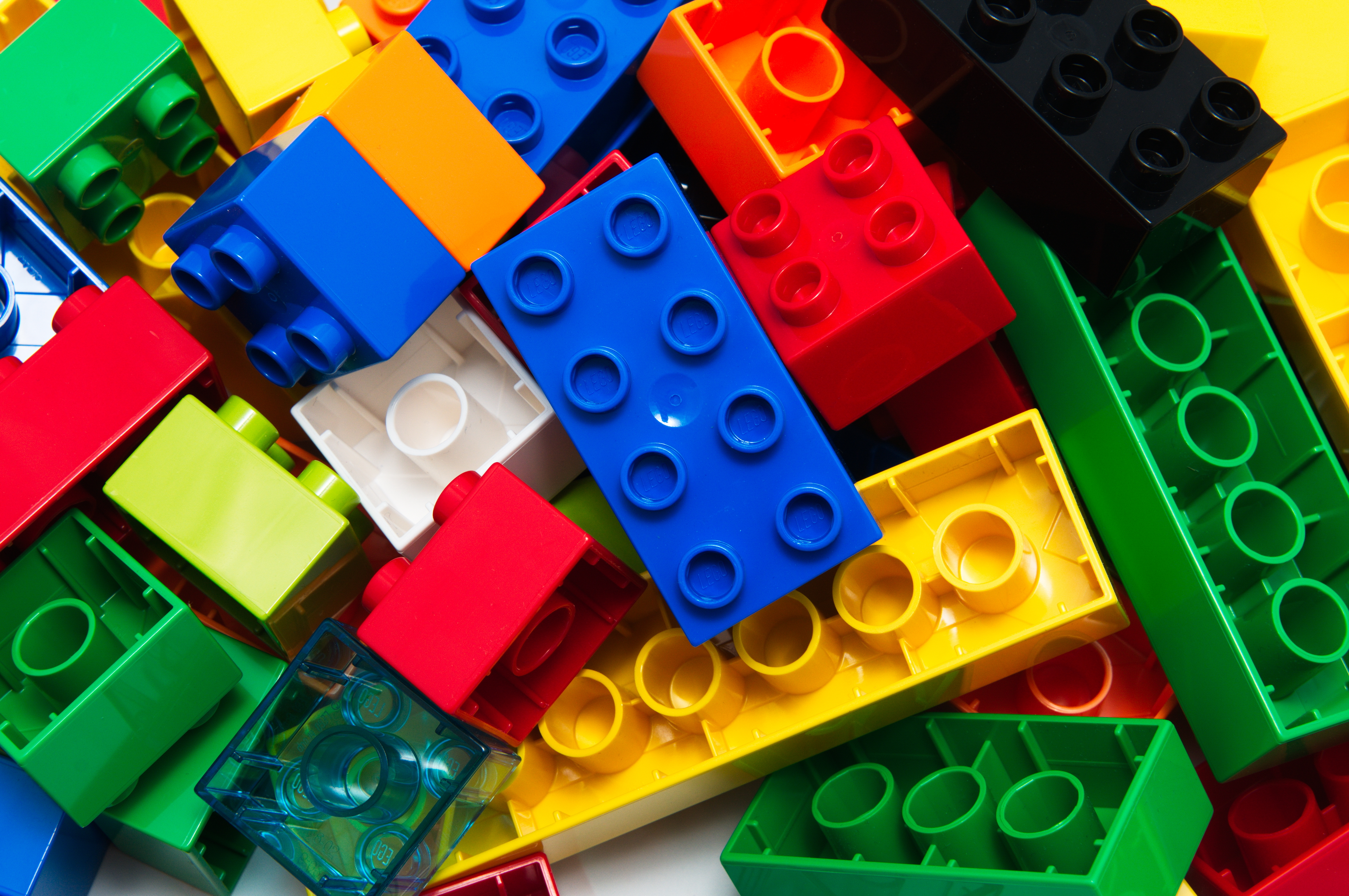
Bloques de construcción de Lego.

LEGO fue fundada el 10 de agosto de 1932 por Ole Kirk Christiansen. Se dedicaba solamente a la carpintería, fue cuando ese negocio se vio afectado por la Gran Depresión, que empezó a fabricar muebles de menor tamaño y desde 1932 se dedicó en exclusiva a los juguetes de madera. Dos años más tarde renombró la nueva empresa como «Lego», un acrónimo del término danés leg godt («jugar bien»), y la marca se hizo muy popular entre la población local porque los juguetes de madera eran más accesibles que los importados de metal y más difíciles de adquirir durante la Segunda Guerra Mundial.
A raíz de una serie de problemas en la producción maderera, Ole Kirk pasó a producir juguetes de plástico en los años 1940 con máquinas moldeadoras por inyección. Inspirados en los bloques de construcción de la empresa británica Kiddicraft, la familia Christiansen comercializó sus propios ladrillos de plástico (Lego Mürsten) a partir de 1949, con vivos colores inspirados en los cuadros de Piet Mondrian. El sistema apostaba por la creatividad del niño, por lo que al principio no se incluían manuales de instrucciones. La clave de Lego llegó en 1958; ese año patentaron un «sistema de enganche» con tubos bajo el ladrillo que permitía ensamblarlos de forma estable, adoptando toda clase de combinaciones. Tal fue su éxito que el hijo de Ole y sucesor, Godtfred Kirk Christiansen (1957-1979), descontinuó todas las colecciones de madera para centrarse exclusivamente en el plástico. Tiempo después sería sucedido por su hijo Kjeld Kirk Kristiansen (1979-2004).
La empresa se consolidó en el mercado europeo a comienzos de los años 1960. Los bloques de ladrillos se fabricaban al principio con acetato de celulosa. A partir de 1964 se adoptó el plástico ABS, que aguanta mejor tanto el calor como la decoloración. Este material se utiliza hasta el día de hoy porque no existe un equivalente en bioplásticos. Desde 1965, se comienza a vender sets de Lego en España. 
En 1966, su gama de productos era de 25 vehículos y también 57 juegos, se produjeron un total de 706 millones de set de Lego. En 1967, se establece la banda de LEGOLAND, también se inventa el neumático pequeño, que se lanzara más tarde en 1970. Su presencia en los Estados Unidos se vio limitada al principio por una asociación fallida con Samsonite, pero cuando el contrato expiró en 1973 los daneses asumieron el control a través de una filial, Lego Systems Inc., que en menos de dos años superaría los 100 millones de dólares en ventas. Por otro lado, en 1968 se inauguró el parque temático «Legoland» en Billund, con 625 000 visitantes en el primer año, y al poco tiempo se abrieron sucursales en otros países. En 1969, se lanza internacionalmente la serie Lego Duplo, creada para menores de 5 años. La suma de todas estas operaciones representaba un 1% del producto interior bruto de Dinamarca en la década de 1970. Las aportaciones más destacadas para la industria fueron las colecciones temáticas, la línea preescolar Lego Duplo, y la introducción de la minifigura en 1978.
En 1981, la patente de bloques de construcción de Lego había expirado, lo que llevó a otras jugueteras a imitar su modelo con opciones más económicas, tales como Super Blocks (Tyco), la española TENTE (Exin) o la argentina Rasti. Por esta razón Kjeld Kirk apostó por la investigación y desarrollo de nuevos modelos, entre ellos la línea adulta Lego Creator Expert, los juguetes de robótica Lego Mindstorms y la serie Bionicle, que le permitieron aguantar el tipo hasta mediados de la década de 1990, cuando ya no supo hacer frente a los cambios del sector juguetero y la emergente competencia de los videojuegos. Después de que en 1998 registrase las primeras pérdidas de su historia, Lego lanzó nuevas colecciones y licencias oficiales sin éxito comercial, lo que les condujo a un descubierto de 287 millones de euros en 2004.
Ese mismo año, los Kristiansen confiaron la presidencia a Jørgen Vig Knudstorp, el primer consejero delegado de Lego que no pertenecía a la familia fundadora. El nuevo responsable mejoró las cuentas mediante la deslocalización de parte de la producción, la venta de todos los parques Legoland al grupo Merlin Entertainments, y la recuperación de las colecciones de construcción más rentables con títulos orientados a un público adulto. Por otro lado, se llegó a un acuerdo con Warner Bros. para lanzar películas y series de televisión basados en los productos de la marca, entre ellos The Lego Movie y Lego Ninjago, que tuvieron buena acogida en taquilla. En 2015, Lego superó a Mattel como la mayor juguetera mundial en ventas.

## Diseño

Dimensiones de un bloque de Lego.

Las distintas piezas de Lego constituyen un sistema universal. Pese a la variación en el diseño y el propósito de los bloques a lo largo de los años, todos ellos siguen siendo compatibles en menor o mayor grado. Los bloques de Lego de 1958 aún se pueden encajar con los actuales, así como los sets hechos para los más pequeños también son compatibles con los hechos para adolescentes. Seis bloques de 2x4 pueden ser combinados de 915.103.765 formas distintas.
Cada pieza de Lego debe ser fabricada con cierto nivel de precisión. Cuando dos piezas se encajan, deben mantenerse conectadas a la vez que debe ser fácil desmontarlas. Las máquinas que fabrican bloques de Lego tienen tolerancias de 10 micrómetros.
Los diseños y trabajos de desarrollo principales se llevan a cabo en las oficinas de su sede central, en Billund, donde la compañía emplea a 120 diseñadores.
La empresa también tiene oficinas de diseño más pequeñas en Reino Unido, España, Alemania y Japón. Estas se encargan de diseñar productos específicamente pensados para sus respectivos mercados. La duración media del desarrollo de un producto nuevo suele ser de 12 meses y se divide en 3 fases. En la primera fase, se identifican las modas del mercado, su desarrollo y se entrevistan con algunos de sus clientes. En la segunda fase realizan el diseño y prototipado del producto. Desde septiembre de 2008, los equipos de diseño usan herramientas de modelado 3D para generar diseños CAD basándose en los bosquejos iniciales. Dichos diseños son luego convertidos en prototipos usando una máquina de estereolitografía propia de la casa. Estos prototipos son a continuación presentados al resto del equipo para obtener opiniones y sugerencias y luego son validados por padres e hijos durante el proceso de "validación". Los diseños pueden verse alterados en consonancia con los resultados obtenidos con los grupos de foco. Finalmente se hacen un modelo virtual del producto terminado a la vez que se escriben las instrucciones de montaje. Los modelos virtuales son posteriormente usados para hacer el embalaje y marketing.
Lego Digital Designer es un programa oficial de Lego para ordenador que permite a los usuarios crear sus propios diseños de Lego. Hasta el 2012 los clientes podían llegar a comprar el diseño que habían realizado en dicha aplicación.

## Fabricación

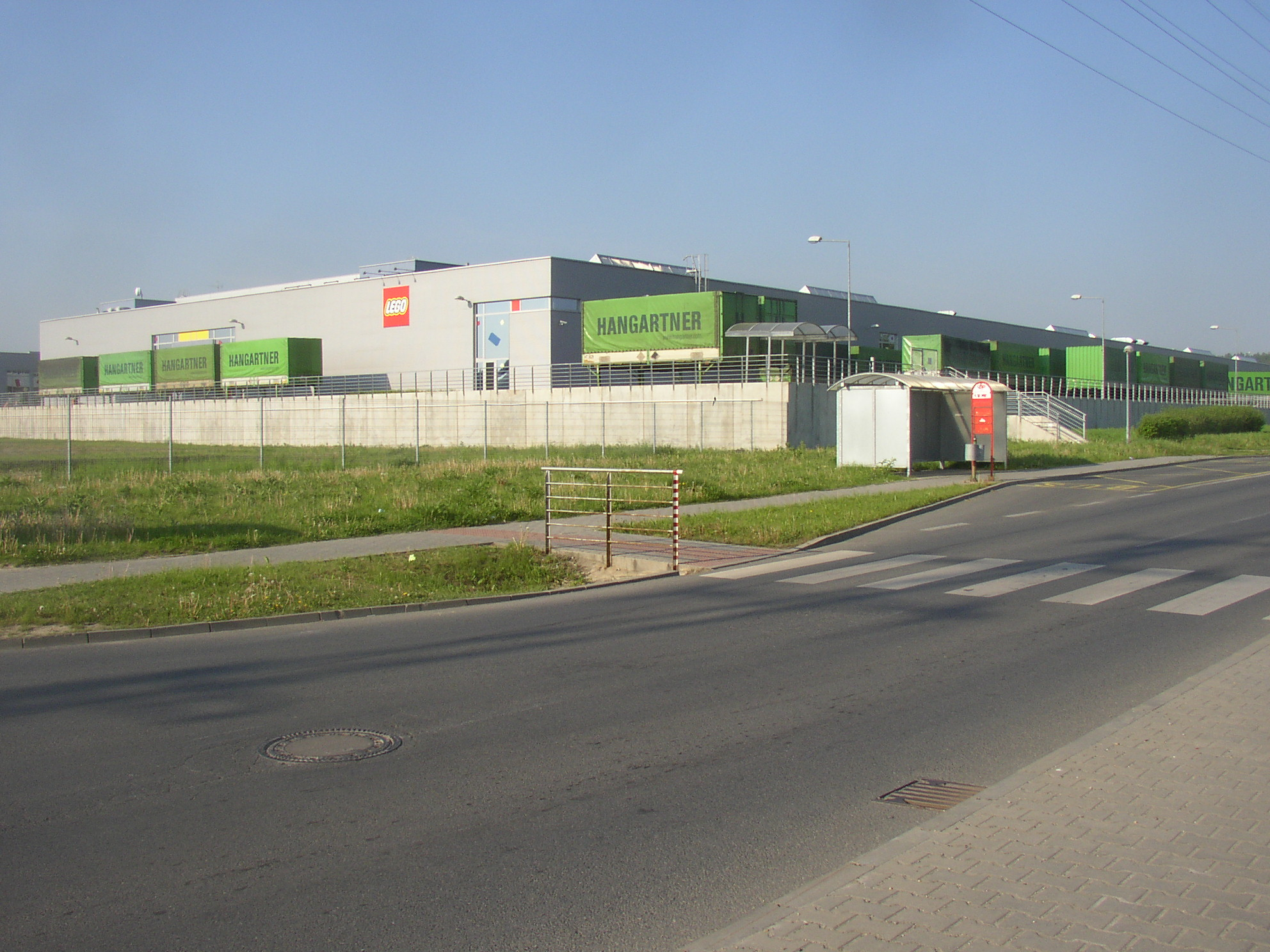
Fábrica de Lego en Kladno, República Checa.

Desde 1963, las piezas de Lego se han fabricado con un plástico elástico conocido como acrilonitrilo butadieno estireno (ABS). A partir de 2008, los ingenieros de la compañía usan la suite NX CAD/CAM/CAE PLM para modelar sus piezas.
El programa permite optimizar las piezas mediante la forma en la que fluye el molde y la prueba de estrés. Algunas veces se hacen prototipos de moldes antes de que el diseño pase a usarse en la producción en masa. El plástico ABS es calentado a 232 °C hasta que llega a tener la consistencia de una masa. Luego es inyectado en los moldes a una presión de entre 25 y 160 toneladas y tan solo tarda unos 15 segundos en enfriarse. Los moldes tienen una tolerancia de hasta 20 micrómetros, para asegurarse de que los bloques se mantienen encajados. El personal de inspección revisa el resultado para eliminar aquellos bloques que puedan variar de manera significante en color o grosor. Según Lego Group, 18 bloques de cada millón producido no cumplen el estándar. Las factorías de Lego reciclan cerca del 99% de residuos plásticos generados durante el proceso de fabricación. Si el plástico no puede ser reusado para bloques, es procesado y vendido a industrias que puedan hacer uso de él. Lego tiene autoimpuesta la meta de encontrar una alternativa más respetuosa con el medio ambiente que el ABS para 2030.

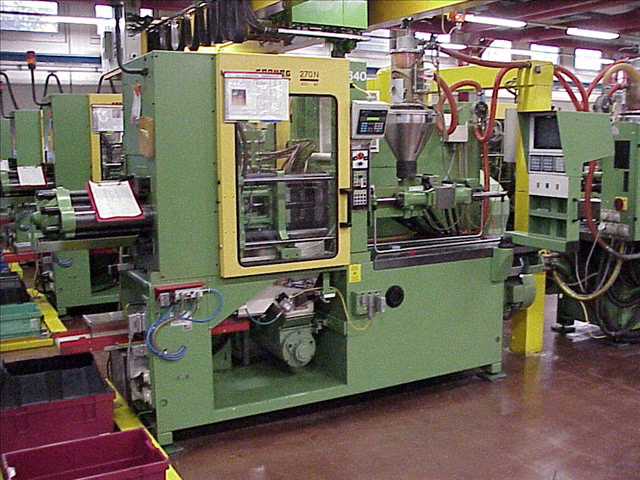
Máquinas de inyección de molde de Lego, hechas por la compañía alemana Arburg.

La fabricación de bloques de Lego tiene lugar en distintas partes del mundo. El moldeado se realiza en Billund (Dinamarca), Nyíregyháza (Hungría), Monterrey (México), y más recientemente en Jiaxing (China). El decorado de piezas y su empaquetado tienen lugar en distintas plantas de Dinamarca, Hungría, México y la República Checa (en la ciudad de Kladno). El Grupo Lego estima que en cinco décadas ha producido 400 000 millones de bloques de Lego. La producción anual de bloques es de cerca de 36 000 millones o unas 1140 piezas por segundo.
En diciembre de 2012, el programa de radio More Or Less de la BBC preguntó al departamento de ingeniería de la Open University "¿Cúantos bloques de Lego, puestos uno encima del otro, serían necesarios para que su peso destruyera el primer bloque?". Mediante el uso de una máquina hidráulica de pruebas, los ingenieros determinaron que serían necesarios 375.000 (unos 3.591 metros de altura). Pues la fuerza máxima media que puede aguantar un bloque de Lego de 2x2 es de 4.240 newtons.
Pruebas privadas han mostrado que los bloques aguantan varios miles de ciclos de ensamblaje y desensamblaje antes de que comiencen a desgastarse, aunque las pruebas propias de Lego sugieren un menor número de ciclos.
En 2018, Lego anunció que usaría bio-polietileno derivado de caña de azúcar para hacer sus elementos botánicos (como son hojas, árboles y arbustos) y así favorecer la degradación a largo plazo.
En diciembre de 2021, Lego anunció la construcción de una nueva fábrica de producción en Vietnam. La producción en Vietnam comenzará por primera vez en 2024, pero no alcanzará su plena capacidad hasta los pasados 15 años. Con 4.000 empleados previstos, el centro sería la segunda planta más grande de Lego después de la República Checa a plena capacidad. En junio de 2022 se anunció otro proyecto de construcción: en 2025 se construirá en Virginia (EE. UU.) un nuevo centro con un total de 1.760 empleados.

## Galería

### Logotipos
|           |
| 1934-1936 |

|           |
| 1936-1946 |

|           |
| 1946-1948 |

|           |
| 1948-1950 |

|           |
| 1950-1953 |

|           |
| 1953-1954 |

|           |
| 1954-1959 |

|           |
| 1959-1964 |

|           |
| 1964-1972 |

|           |
| 1972-1998 |

|            |
| Desde 1998 |